# Atelecrinidae
Atelecrinidae zijn een familie van zeelelies uit de orde van de haarsterren (Comatulida).

## Geslachten
- Adelatelecrinus Messing, 2013
- Atelecrinus Carpenter, 1881
- Paratelecrinus Messing, 2013